# Monti Bambouk
I Monti Bambouk sono una catena montuosa situata nel Mali occidentale, vicino al confine con il Senegal.
Questa regione era un tempo un importante centro per l'estrazione dell'oro, che veniva venduto ai mercanti arabi fin dall'inizio del XII secolo. Il Mali estrae ancora oro da questi monti e attualmente è il terzo più grande produttore di oro in Africa, nonostante il fatto che le sue riserve nei depositi della catena montuosa siano diminuite significativamente.

## Geografia
I limiti occidentali dei Monti Bambouk sono a sud della città di Kayes, dove le rocce del Tambur sono parallele al confine del Senegal. Una pianura sabbiosa separa questa catena montuosa dalla regione dei Monti Manding.